# Verneuil-Petit
Verneuil-Petit település Franciaországban, Meuse megyében. Lakosainak száma 109 fő (2022. január 1.). Verneuil-Petit Montmédy, Thonne-la-Long és Verneuil-Grand községekkel határos.

## Népesség
A település népessége az elmúlt években az alábbi módon változott:
| Lakosok száma | 69   | 70   | 64   | 139  | 125  | 127  | 123  | 117  | 114  | 109  |
|               | 1968 | 1982 | 1990 | 2006 | 2013 | 2015 | 2017 | 2019 | 2020 | 2022 |